# ジョシュア・ブレネット
ジョシュア・ブレネット（Joshua Brenet，1994年3月20日 - ）は、オランダ・ケルクラーデ出身のサッカー選手。ポジションはディフェンダー。

## 経歴
2012年12月6日のUEFAヨーロッパリーグ・SSCナポリ戦でプロデビュー。2013年7月30日にはSVズルテ・ワレヘム戦でCLデビューを果たす。
2017-18シーズンのリーグ戦では主力となって、チームをエールディヴィジ優勝に導いた。シーズン終了後に、ブンデスリーガのTSG1899ホッフェンハイムに移籍した。契約は2022年までで、移籍金は350万ユーロ。
2020年1月31日、フィテッセにシーズン終了までのレンタル移籍で加入。
2022年1月31日、シーズン終了までの契約でFCトゥウェンテに移籍。